# Jerzy Karzełek
Jerzy Karzełek (ur. 1952) – polski duchowny braci plymuckich, od 1996 do 2023 przewodniczący Rady Kościoła Wolnych Chrześcijan w RP.

## Życiorys
W roku 1978 ukończył studia w Chrześcijańskiej Akademii Teologicznej w Warszawie. Był duchownym Zjednoczonego Kościoła Ewangelicznego, a po opuszczeniu tej denominacji przez braci plymuckich został kaznodzieją w Kościele Wolnych Chrześcijan. Od 1992 przełożony zboru w Skoczowie. W 2004 został redaktorem miesięcznika kościelnego Łaska i Pokój i funkcję tę pełnił do 2023. Bierze udział w pracach Komisji Wspólnej Przedstawicieli Rządu Rzeczypospolitej Polskiej i Aliansu Ewangelicznego.